# Джонсон, Майкл (футболист)
Майкл Джонсон (англ. Michael Johnson; род. 24 февраля 1988, Манчестер) — английский футболист, известный по выступлениям за «Манчестер Сити». Играл на позиции полузащитника.

## Биография
Уроженец Манчестера, Майкл Джонсон обучался в футбольной академии «Эвертона», а в 16 лет перебрался в «Манчестер Сити». В сезоне 2005/06 в составе молодёжной команды «горожан» Джонсон дошёл до финала молодёжного Кубка Англии, а в октябре 2006 года дебютировал в основном составе «Сити». Ближе к концу сезона, в марте 2007 года, молодой полузащитник, которого часто сравнивали со Стивеном Джеррардом, начал все чаще появляться в основном составе манчестерского клуба и к моменту окончания сезона 2007/08 провел в футболке «Сити» более 30 матчей. В течение всего сезона 2007/08 циркулировали слухи, что полузащитником активно интересуется «Ливерпуль», и даже называется сумма в 12 000 000 фунтов, но руководство «Сити» не пожелало отпускать Майкла.
15 января 2013 года «Манчестер Сити» разорвал контракт с полузащитником. Футболисту была выплачена денежная компенсация за расторжение контракта. «Горожане» решили не сообщать о своем решении официально. Клуб крайне недоволен отношением футболиста к работе. В последнее время Джонсон был дважды замечен за рулем в нетрезвом виде, а также набрал лишний вес.
Джонсон не смог найти себе новый клуб. 22 апреля 2013 года Майкл объявил о завершении карьеры игрока.
Имеет собственное агентство недвижимости.

## Достижения
- Обладатель Кубка Англии: 2011